# 常磐津兼太夫
常磐津 兼太夫（ときわづ かねたゆう）は、常磐津節の太夫の名跡。

## 初代
後の2代目常磐津文字太夫。

## 2代目
（宝暦5年（1755年） - 享和2年6月16日（1802年7月15日））通称「大橋の兼太夫」。号は恵橋。
2代目文字太夫の弟。前名を常磐津大和太夫。天明7年（1787年）2代目兼太夫を襲名。寛政11年（1799年）2月に跡目相続争いで破れ兄から破門され、まもなく常磐津吾妻国太夫を名乗って独立したが、刺客のために横死を遂げる。

## 3代目
（宝暦11年（1761年） - 文化11年7月27日（1814年9月10日））本名は江戸屋兼吉。通称は「本芝の鮪の兼太夫」。号は芝中、松寿斎。
2代目兼太夫の門下で2代目常磐津組太夫、常磐津綱太夫を経て、文化6年（1809年）に3代目兼太夫を襲名。

## 4代目
（生没年不詳）
薩摩の生まれ、3代目兼太夫の門下。3代目組太夫、2代目綱太夫を経て1819年に4代目を襲名。1833年に3代目の号であった松寿斎を襲名し隠居する。

## 5代目
（寛政元年（1789年） - 文久元年8月15日（1861年9月19日））
1837年に5代目兼太夫を襲名。晩年に松玉斎を襲名し隠居する。

## 6代目
（文政5年（1822年） - 明治2年2月29日（1869年4月10日））
清元で清元琴太夫を名乗っていたが芸が見込まれて4代目常磐津文字太夫の養子になった。天保8年（1837年）に4代目常磐津小文字太夫、文久2年（1862年）に5代目文字太夫を襲名、故あって離縁後に6代目兼太夫を襲名。

## 7代目（先代）
（明治19年（1886年）10月12日 - 昭和19年（1944年）8月18日）本名は渡辺徳次郎。
東京・四谷出身。素人出身で2代目常磐津和佐太夫の門下で常磐津小吾妻、常磐津麒麟太夫を経て、玄人となり大正15年（1926年）に7代目兼太夫を襲名。墓碑には「六代目」と記されている。

## 7代目（当代）
常磐津兼太夫 (7代目)の項参照。